# Plebiscyt Przeglądu Sportowego 2001
67. Plebiscyt Przeglądu Sportowego na najlepszego sportowca Polski zorganizowano w 2001 roku.

## Wyniki
1. Adam Małysz - skoki narciarskie (2 661 543 pkt.)
2. Robert Korzeniowski - lekkoatletyka (1 921 814)
3. Szymon Ziółkowski - lekkoatletyka (1 667 676)
4. Emmanuel Olisadebe - piłka nożna (1 341 362)
5. Jerzy Dudek - piłka nożna (1 174 896)
6. Aleksandra Klejnowska - podnoszenie ciężarów (763 708)
7. Tomasz Gollob - żużel (553 796)
8. Szymon Kołecki - podnoszenie ciężarów (539 448)
9. Monika Pyrek - lekkoatletyka (536 220)
10. Kamila Skolimowska - lekkoatletyka (401 717)

Gala Mistrzów Sportu transmitowana była przez Telewizję Polską.